# طائر الكافور القزمي
طائر الكافور القزمي (الاسم العلمي Leipoa ocellata)، طائر من الينتوح وفصيلة الشقبانية. موطنه أستراليا.